# بوکنافیورد
بوکنافیورد، یک خلیج کوچک و یا آبدره در استان روگالاند در کشور نروژ است که در شمال شرقی بین منطقهٔ زراعی یَرِن و کارموی در خشکی نفوذ می‌کند. بوکنافیورد اصلی، در قسمت خارجی تقریباً شبیه یک بازوی اقیانوس به نام اسکودنسفیورد است که در انتهای شمالی منطقهٔ زراعی یَرِن واقع شده‌ است.
بوکنافیورد، در اثر فرونشستگی در یک بستر سنگی شکل گرفته‌ است و شبیه  فیوردهای خاص منطقهٔ غربی نروژ نیست که در اثر فعالیت یخچال‌های طبیعی در شکافهای اصلی صخره‌های سنگی ایجاد شده‌اند.
به همین دلیل بوکنافیورد، در قسمت خارجی و میانی خود گسترده و باز بوده و تعدادی جزیره کوچک و چند جزیره بزرگتر دارد. بعد از کارموی بزرگترین جزیره در این خلیج کوچک، ۱۷۷ کیلومتر مربع مساحت دارد.
از بوکنافیورد اصلی، شاخه‌های زیادی منشعب شده و مسافت زیادی را به صورت رشته‌های بلند و باریک، هم به سمت شمال و هم شرق و جنوب پیشروی می گنند. این پیشروی، گاه سازه‌های صخره ای کاملاً منحصر به فردی مانند پریکستولن را شکل می‌دهند. طولانی‌ترین نمونهٔ این نوع خلیج‌های خاص منطقه، یا فیورد، ۹۶ کیلومتر طول دارد. از نظر مساحت، بوکنافیورد مقام چهارم را در نروژ دارد.

## یادداشت
1. ↑   به انگلیسی:Boknafjord